# Суперлига Данске у фудбалу
Суперлига Данске у фудбалу (дан. Superligaen) је највиши ранг фудбалских такмичења у Данској. Одржава се у организацији фудбалског савеза Данске и у њој се такмичи 14 клубова од којих два са најмањим бројем освојених бодова испадају у нижи ранг такмичења. У последњих пет сезона такмичење је знатно добило на квалитету и напредовало је са 23. до 12. позиције на УЕФА ранг листи европских фудбалских такмичења.
Од 1. јануара 2015. до краја сезоне 2017/18. носила је име Алка Суперлига (дан. Alka Superligaen) из спонзорских разлога.

## Историја
Лига је основана 1991. када је заменила Прву дивизију као највиши ранг такмичења у Данском фудбалу. Прва сезона је одиграна током пролећа 1991. уз учешће 10 клубова који су међусобно одиграли по две утакмице. Од сезоне 1991/92. такмичење се игра током две календарске године. Учествовало је и даље 10 екипа које су прво међусобно играле по две утакмице када би две последњепласиране екипе испале из лиге, док би осталих осам екипа међусобно одиграло још по две утакмице. У том систему првенство је имало 32 кола. Од сезоне 1995/96. број тимова је повећан на 12 а првенство се играло по трокружном систему, при чему се укупно игра 33 кола.

## Сезоне

### Клубови у сезони 2018/19.
| Клуб        | Позиција на крају сезоне 2017/18. | Прва сезона у највишем рангу | Последњи улазак у највиши ранг |
| ----------- | --------------------------------- | ---------------------------- | ------------------------------ |
| Олборг      | 5.                                | 1928/29.                     | 1987.                          |
| Хорсенс     | 6.                                | 2005/06.                     | 2016/17.                       |
| Орхус       | 7.                                | 1918/19.                     | 2015/16.                       |
| Брондби     | 2.                                | 1982.                        | 1982.                          |
| Есбјерг     | 2. у Првој дивизији               | 1929/30.                     | 2018/19.                       |
| Хобро       | 9.                                | 2014/15.                     | 2017/18.                       |
| Копенхаген  | 4.                                | 1992/93.                     | 1992/93.                       |
| Мидтјиланд  | 1.                                | 2000/01.                     | 2000/01.                       |
| Нордсјиланд | 3.                                | 2002/03.                     | 2002/03.                       |
| Оденсе      | 10.                               | 1927/28.                     | 1999/00.                       |
| Рандерс     | 11.                               | 1988.                        | 2009/10.                       |
| Сендерјиске | 8.                                | 2000/01.                     | 2008/09.                       |
| Вејле       | 1. у Првој дивизији               | 1956/57.                     | 2018/19.                       |
| Вендсисел   | 3. у Првој дивизији               | 2018/19.                     | 2018/19.                       |

### Победници
| Сезона   | Првак       | Друго место | Треће место   |
| -------- | ----------- | ----------- | ------------- |
|          |             |             |               |
| 1991.    | Брондби     | Лингби      | Архус         |
| 1991/92. | Лингби      | Б 1903      | Фрем          |
| 1992/93. | Копенхаген  | Оденсе      | Брондби       |
| 1993/94. | Силкеборг   | Копенхаген  | Брондби       |
| 1994/95. | Олборг      | Брондби     | Силкеборг     |
| 1995/96. | Брондби     | Архус       | Оденсе        |
| 1996/97. | Брондби     | Вејле       | Архус         |
| 1997/98. | Брондби     | Силкеборг   | Копенхаген    |
| 1998/99. | Олборг      | Брондби     | АБ Копенхаген |
| 1999/00. | Херфолге    | Брондби     | АБ Копенхаген |
| 2000/01. | Копенхаген  | Брондби     | Силкеборг     |
| 2001/02. | Брондби     | Копенхаген  | Мидтјиланд    |
| 2002/03. | Копенхаген  | Брондби     | Фарум         |
| 2003/04. | Копенхаген  | Брондби     | Есбјерг       |
| 2004/05. | Брондби     | Копенхаген  | Мидтјиланд    |
| 2005/06. | Копенхаген  | Брондби     | Оденсе        |
| 2006/07. | Копенхаген  | Мидтјиланд  | Олборг        |
| 2007/08. | Олборг      | Мидтјиланд  | Копенхаген    |
| 2008/09. | Копенхаген  | Оденсе      | Брондби       |
| 2009/10. | Копенхаген  | Оденсе      | Брондби       |
| 2010/11. | Копенхаген  | Оденсе      | Брондби       |
| 2011/12. | Нордсјиланд | Копенхаген  | Мидтјиланд    |
| 2012/13. | Копенхаген  | Нордсјиланд | Рандерс       |
| 2013/14. | Олборг      | Копенхаген  | Мидтјиланд    |
| 2014/15. | Мидтјиланд  | Копенхаген  | Брондби       |
| 2015/16. | Копенхаген  | Сондерјуске | Мидтјиланд    |
| 2016/17. | Копенхаген  | Брондби     | Лингби        |
| 2017/18. | Мидтјиланд  | Брондби     | Нордсјиланд   |
| 2018/19. | Копенхаген  | Мидтјиланд  | Оденсе        |
| 2019/20. | Мидтјиланд  | Копенхаген  | Архус         |
| 2020/21. | Брондби     | Мидтјиланд  | Архус         |
| 2021/22. | Копенхаген  | Мидтјиланд  | Брондби       |
| 2022/23. | Копенхаген  | Нордсјиланд | Виборг        |

### Успешност клубова
| Клуб        | Прваци | Другопласирани | Прваци у сезони |
| ----------- | ------ | -------------- | --- |
| Копенхаген  | 15     | 7              | 1992/93, 2000/01, 2002/03, 2003/04, 2005/06, 2006/07. 2008/09, 2009/10, 2010/11, 2012/13, 2015/16, 2016/17, 2018/19, 2021/22, 2022/23. |
| Брондби     | 7      | 8              | 1991, 1995/96, 1996/97, 1997/98, 2001/02, 2004/05, 2020/21.                                                                            |
| Олборг      | 4      | 0              | 1994/95, 1998/99, 2007/08, 2013/14. |
| Мидтјиланд  | 3      | 5              | 2014/15, 2017/18, 2019/20. |
| Нордсјеланд | 1      | 2              | 2011/12. |
| Лингби      | 1      | 1              | 1991/92. |
| Силкеборг   | 1      | 1              | 1993/94. |
| Херфолге    | 1      | 0              | 1999/00. |
| Оденсе      | 0      | 4              | |
| Б 1903      | 0      | 1              | |
| Архус       | 0      | 1              | |
| Вејле       | 0      | 1              | |
| Сондерјуске | 0      | 1              | |